# CHST4
Ugljeno hidratna sulfotransferaza 4 (eng. Carbohydrate sulfotransferase 4) je enzim koji je kod ljudi kodiran istoimenim genom CHST4, nalazi se na kratkom kraku 16 hromozoma. Dužina polipeptidnog lanca je 386 aminokiselina, a molekulska težina 45.134.

## Literatura
- Bernstein HB, Compans RW (1992). „Sulfation of the human immunodeficiency virus envelope glycoprotein”. J. Virol. 66 (12): 6953—9. PMC 240329 . PMID 1433500. doi:10.1128/JVI.66.12.6953-6959.1992.
- Shilatifard A; Merkle RK; Helland DE;  . (1993). „Complex-type N-linked oligosaccharides of gp120 from human immunodeficiency virus type 1 contain sulfated N-acetylglucosamine”. J. Virol. 67 (2): 943—52. PMC 237448 . PMID 8419650. doi:10.1128/JVI.67.2.943-952.1993.
- Hemmerich S; Lee JK; Bhakta S;  . (2001). „Chromosomal localization and genomic organization for the galactose/ N-acetylgalactosamine/N-acetylglucosamine 6-O-sulfotransferase gene family”. Glycobiology. 11 (1): 75—87. PMID 11181564. doi:10.1093/glycob/11.1.75 .
- Li X; Tu L; Murphy PG;  . (2001). „CHST1 and CHST2 sulfotransferase expression by vascular endothelial cells regulates shear-resistant leukocyte rolling via L-selectin”. J. Leukoc. Biol. 69 (4): 565—74. PMID 11310842. S2CID 8888883. doi:10.1189/jlb.69.4.565 .
- Yeh JC; Hiraoka N; Petryniak B;  . (2001). „Novel sulfated lymphocyte homing receptors and their control by a Core1 extension beta 1,3-N-acetylglucosaminyltransferase”. Cell. 105 (7): 957—69. PMID 11439191. S2CID 18674112. doi:10.1016/S0092-8674(01)00394-4 .
- Uchimura K; El-Fasakhany FM; Hori M;  . (2002). „Specificities of N-acetylglucosamine-6-O-sulfotransferases in relation to L-selectin ligand synthesis and tumor-associated enzyme expression”. J. Biol. Chem. 277 (6): 3979—84. PMID 11726653. doi:10.1074/jbc.M106587200 .
- Seko A, Nagata K, Yonezawa S, Yamashita K (2003). „Ectopic expression of a GlcNAc 6-O-sulfotransferase, GlcNAc6ST-2, in colonic mucinous adenocarcinoma”. Glycobiology. 12 (6): 379—88. PMID 12107080. doi:10.1093/glycob/12.6.379 .
- Akama TO, Misra AK, Hindsgaul O, Fukuda MN (2003). „Enzymatic synthesis in vitro of the disulfated disaccharide unit of corneal keratan sulfate”. J. Biol. Chem. 277 (45): 42505—13. PMID 12218059. doi:10.1074/jbc.M207412200 .
- Strausberg RL; Feingold EA; Grouse LH;  . (2003). „Generation and initial analysis of more than 15,000 full-length human and mouse cDNA sequences”. Proc. Natl. Acad. Sci. U.S.A. 99 (26): 16899—903. Bibcode:2002PNAS...9916899M. PMC 139241 . PMID 12477932. doi:10.1073/pnas.242603899 .
- de Graffenried CL, Bertozzi CR (2003). „Golgi localization of carbohydrate sulfotransferases is a determinant of L-selectin ligand biosynthesis”. J. Biol. Chem. 278 (41): 40282—95. PMID 12855678. doi:10.1074/jbc.M304928200 .
- Ota T; Suzuki Y; Nishikawa T;  . (2004). „Complete sequencing and characterization of 21,243 full-length human cDNAs”. Nat. Genet. 36 (1): 40—5. PMID 14702039. doi:10.1038/ng1285 .
- de Graffenried CL, Bertozzi CR (2004). „The stem region of the sulfotransferase GlcNAc6ST-1 is a determinant of substrate specificity”. J. Biol. Chem. 279 (38): 40035—43. PMID 15220337. doi:10.1074/jbc.M405709200 .
- Gerhard DS; Wagner L; Feingold EA;  . (2004). „The Status, Quality, and Expansion of the NIH Full-Length cDNA Project: The Mammalian Gene Collection (MGC)”. Genome Res. 14 (10B): 2121—7. PMC 528928 . PMID 15489334. doi:10.1101/gr.2596504.
- Otsuki T; Ota T; Nishikawa T;  . (2007). „Signal sequence and keyword trap in silico for selection of full-length human cDNAs encoding secretion or membrane proteins from oligo-capped cDNA libraries”. DNA Res. 12 (2): 117—26. PMID 16303743. doi:10.1093/dnares/12.2.117 .
- Timson G; Banavali S; Gutierrez MI;  . (2006). „High level expression of N-acetylgluosamine-6-O-sulfotransferase is characteristic of a subgroup of paediatric precursor-B acute lymphoblastic leukaemia”. Cancer Lett. 242 (2): 239—44. PMID 16386360. doi:10.1016/j.canlet.2005.11.012.